# Facklorna
Facklorna är en svensk miniserie på tre avsnitt som hade premiär i Kanal 1 i oktober 1991. Serien visades i repris 2001 och utkom på DVD 2012. För regin svarade Åke Sandgren och manus skrevs av Björn Runeborg. Serien var en nordisk samproduktion.

## Handling
Det är 1950-tal i den svenska småstaden Vistad. "Kråkan" befinner sig i gränslandet mellan ung och vuxen. Hans mor Siri vill mycket gärna att han över upp sig i piano och tar lektioner, men Kråkan själv lyssnar hellre på Elvis Presley. I staden sker märkliga händelser och mord som Kråkan spårar till stadens mäktiga män, alla bärandes en brosch med en fackla på sina kläder.

## Rollista
- Julius Magnusson - Krister, kallad "Kråkan"
- Viveka Seldahl - Siri Hägglund, Kråkans mor
- Sven Wollter - Evert Gregor, pianolärare
- Anna Björk - Gerd
- Cecilia Ljung - Britt-Marie
- Loa Falkman - adjunkt Kjellgren
- Lars Green - matrosen
- Stig Ossian Ericson - Ragnar Fors, chef på mejeriet
- Krister Henriksson - rektorn
- Mats Bergman - bibliotekarie
- Laila Westersund - kvinna på biblioteket
- Sven Lindberg - postmästare
- Görel Crona - anställd på posten
- Tomas Norström - Lasse, förste postiljon
- Tomas Bolme - poliskommissarie
- Bengt Krantz - sångaren
- Christer Söderlund - Lumholt
- Ulf von Zweigbergk - Gardelin, pensionär
- Gunvor Pontén - fru Holm
- Björn Granath - militärläkare
- Göran Engman - postchaufför
- Jonas Karlsson - klasskamrat
- Tobias Hedström - klasskamrat
- John Zacharias - bårhusarbetare
- Hans Bendrik - nyhetsuppläsare i radion

### Fotnoter
1. 1 2 3  Facklorna, eftertexter.[källa från Wikidata]
2. ↑  Svensk mediedatabas.[källa från Wikidata]